# 放課後 (東野圭吾)
『放課後』（ほうかご）は、東野圭吾による日本の長編推理小説、またそれを原作としたテレビドラマ。1985年9月に講談社から単行本が発売され、1988年7月に講談社文庫版が発売された。

## 概要
名門女子高を舞台に、女子高に勤務する教師・前島が女子高で起きた事件の真相に近づく様を描いた青春推理小説。第31回江戸川乱歩賞を受賞した東野圭吾の作家デビュー作であり、作品が発表された30年後の2015年、マイナビ会員を対象にした“好きな江戸川乱歩賞作品”を選ぶアンケートでも人気1位を獲得するなど根強い人気のある作品でもある。
作中では著者が大学時代に部のキャプテンをしていたアーチェリーが取り上げられている。タイトルは著者が金沢を旅行した時、駅の近くにあった喫茶店の名前からとられた。
1986年にテレビドラマ化され、2009年に漫画化された。

## あらすじ
私立清華女子高等学校に勤めるアーチェリー部顧問の前島は、最近、何者かに命を狙われていると感じ始めていた。校長に相談するも、事態は改善の兆しを見せない。前島の周囲には、わだかまりを抱える生徒、高原陽子と杉田恵子がいた。
そんな中、前島がアーチェリー部の練習に参加した日、生徒指導部の村橋が教師用更衣室で青酸中毒により死亡しているのが発見される。男性用更衣室は内側から心張り棒で塞がれ、隣の女性用更衣室は施錠されており、外部からの侵入は不可能と思われる完全な密室状態だった。
密室トリックの謎、そして真犯人、前島の命を狙う者の正体も不明なまま、体育祭当日、第二の殺人が発生する。

## 登場人物
前島
清華女子高教諭。担当は数学。技術職のサラリーマンから転職。授業外では一切言葉を発しないため、生徒から「マシン」と呼ばれる。アーチェリー部顧問。
杉田恵子
清華女子高3年。アーチェリー部キャプテン。前島に親しく接するが、合同合宿でキスをした過去がある。通称ケイ。
高原陽子
清華女子高3年。学園の問題児。喫煙で停学処分を受ける。前島を二人きりの旅行に誘うも拒否され、以降、前島に冷たい視線を向ける。複雑な家庭環境を持つ。
北条雅美
清華女子高3年。剣道部主将で成績トップの優等生。規則の範囲内で学校に抵抗する、ある意味での問題児。村橋と激しく対立していた。
村橋
清華女子高教諭。担当は数学。大学院卒で、かつて研究者を志していた。生徒指導部長。最初の被害者。
竹井
清華女子高教諭。担当は体育。現役の槍投げ選手。その投擲姿勢から生徒に「ギリシャ」と渾名される。
栗原
清華女子高校長。ワンマン経営者。前島の父とは戦時中の戦友。
麻生恭子
清華女子高教諭。担当は英語。物静かな印象とは異なり、遊びの恋を好む。同僚のプロポーズを断った一件で前島から良く思われていない。
大谷
清華女子高の事件を捜査する刑事。犬のような目をしている。捜査で前島と度々顔を合わせる。
前島裕美子
前島の妻。子供はおらず、近所のマーケットで働いている。

## 書籍情報
- 単行本：1985年9月5日発売[1]、講談社、ISBN 978-4-06-202342-9
- 文庫本：1988年7月7日発売[2]、講談社文庫、ISBN 978-4-06-184251-9

## テレビドラマ
1986年3月27日、フジテレビ系列『木曜ドラマストリート』枠で放送された。主演は山下真司。

### キャスト
- 前島 - 山下真司
- 杉田恵子 - 志村香
- 蝦名由紀子
- 遠藤由美子
- 阿藤海
- 神山繁
- 寺田農
- 林優枝
- 今野りえ
- 名川忍
- 風祭ゆき

### スタッフ
- 脚本 - 伴一彦
- 監督 - 木下亮
- 音楽 - 福井峻
- プロデューサー - 三井孝俊、遠藤龍之介
- 制作 - 東宝、フジテレビ

## 漫画
『別冊フレンド増刊』（講談社）2010年1月号と同年3月号に前後編で、霜月かよ子による作画で漫画化された。

### 書籍情報（漫画）
- 東野圭吾（原作） / 霜月かよ子（作画） 『放課後』 〈別フレKC〉、全1巻
  1. 2010年3月12日発売[7]、ISBN 978-4-06-341674-9

## 舞台
2024年11月16日に、サンケイホールブリーゼで、なにげに文士劇2024 旗揚げ公演『放課後』が上演。

### キャスト
- 前島（数学教諭・アーチェリー部顧問） - 東山彰良
- 高原陽子（校内屈指の問題児） - 湊かなえ
- 杉田ケイ（アーチェリー部主将） - 矢野隆
- 朝倉加奈子（アーチェリー部副将） - 髙樹のぶ子
- 北条雅（学校一の秀才） - 上田秀人
- 宮坂恵美（アーチェリー部期待の1年生） - 蝉谷めぐ実
- 村橋（数学教諭・生徒指導部長） - 黒川博行
- 竹井（体育教諭） - 百々典孝
- 栗原（理事長・校長） - 木下昌輝
- 松崎（教頭） - 小林龍之
- 堀（国語教諭・バレーボール部顧問） - 澤田瞳子
- 志賀（養護教諭） - 黒川雅子
- 麻生恭子（英語教諭・英会話クラブ顧問） - 玉岡かおる
- バンさん（校務員） - 朝井まかて
- 大谷（刑事） - 門井慶喜
- 裕美子（前島の妻） - 一穂ミチ

### スタッフ
- 原作　- 東野圭吾『放課後』（講談社文庫）
- 主催・製作 - なにげに文士劇2024実行委員会
委員長 - 黒川博行
委員 - 朝井まかて、東山彰良、澤田瞳子
- 脚本・演出 - 村角太洋
- 制作 - 大竹正紘（シアターワークショップ）・濱星彦
- 宣伝広報 - る・ひまわり、Nene Laco.
- 制作協力 - 夢プロ